# Rugby in carrozzina
Il rugby in carrozzina è uno sport di squadra praticato da persone con disabilità, nello specifico con tetraplegia o problemi ad almeno 3 arti. Lo sport è nato in Canada alla fine degli anni settanta ed attualmente è praticato ai Giochi paralimpici e giocato in oltre venti paesi.
Lo sport è gestito dall'International Wheelchair Federation, fondata nel 1993.
In Italia il rugby in carrozzina fa parte della FISPES.

## Campo da gioco
Il rugby in carrozzina si gioca su di un campo da basket regolamentare, largo 15 metri e lungo 28 metri. È composto da linee perimetrali, una linea ed un cerchio centrale e due Key Area, poste a fondo campo. Le Key Area hanno una misura di 1,75 m × 8 m; esse formano un rettangolo con le linee di fondo campo. La linea di meta è la parte della linea all'interno della Key Area. Essa deve essere delimitata da dei coni alle sue estremità.
Fanno parte del campo da gioco il tavolo degli ufficiali di campo, all'altezza della linea centrale, e le zone di penalità, dalla parte opposta del tavolo degli ufficiali di gara, una per ciascun lato del campo a destra e sinistra della linea centrale.

## Le carrozzine
La carrozzina in questa disciplina è considerata parte integrante del giocatore. Essa dovrà essere conforme alle disposizioni previste dal regolamento. Ogni carrozzina deve essere dotata di un dispositivo anti-ribaltamento. Può avere dei paraurti e delle bandelle. Qualsiasi modifica personale per migliorare la comodità della carrozzina o per motivi medici può essere effettuata purché conformi alle disposizioni dettate dal regolamento nazionale.

## Squadre
Ogni squadra è composta da un massimo di dodici giocatori; non più di quattro presenti nello stesso momento sul campo da gioco. Ogni squadra deve iniziare la partita con quattro giocatori in campo.
In Italia abbiamo cinque squadre: Padova Rugby, Polisportiva Milanese, Mastini Cangrandi Verona, H81 4Cats Vicenza e Ares-Romanes Wheelchair Rugby Roma. Il Padova Rugby è la squadra con il palmares più ampio, composto da 6 scudetti, 4 Supercoppe Italiane, 3 Coppe italiane e 2 Campionati regionali.

## Tempi di gioco
Una partita di rugby in carrozzina si disputa in quattro tempi da otto minuti di gioco effettivo ciascuno. Sono previsti due intervalli da due minuti alla fine del primo e del terzo quarto e uno da cinque minuti alla fine del secondo quarto. In caso di tempi supplementari, ogni periodo dura tre minuti (di gioco effettivo) con un intervallo di due minuti tra i due tempi supplementari. Il cronometro viene stoppato ogni qualvolta ci sia un'interruzione di gioco (meta, fallo, uscita della palla dal campo, ecc.) e viene riavviato solo dopo che la palla, lanciata dal giocatore che effettua l'in bound (la rimessa), tocca un altro giocatore o la carrozzina di un altro giocatore.

### Apparecchio dei 40 secondi
L'apparecchio dei quaranta secondi viene attivato quando la palla viene rimessa in gioco da una squadra e deve essere riattivato se, durante l'azione di gioco, cambia il possesso della palla.
L'apparecchio dei quaranta secondi viene fermato e resettato quando l'arbitro fischia un fallo o una violazione sia in attacco che in difesa.
Nel caso in cui la palla esca dal campo o ci sia una palla contesa, i 40 secondi non andranno riavviati se non cambia il possesso della palla. Nel caso di time out, non viene riavviato, ad eccezione di quanto il time out viene chiamato quando l'apparecchio segna meno di 15 secondi: solo in questo caso, vengono concessi 15 secondi per completare l'azione (tale regola non vale se il cronometro principale segna meno di 15 secondi).

### Time-out
Ogni squadra ha 4 time out da 30 secondi ciascuno, e possono essere chiamati solo dai giocatori in campo. Vi sono inoltre 2 time out da 60 secondi, che possono essere chiamati dalla panchina. In caso di tempi supplementari le squadre possono utilizzare i time-out avanzati dal tempo regolamentare; in ogni caso ogni squadra ha diritto ad un time-out in più di trenta secondi per ogni tempo supplementare.
La squadra che ha richiesto il time-out può decidere di far riprendere il gioco quando vuole, all'interno dei tempi previsti, e la squadra avversaria deve rientrare immediatamente in campo. Se il tempo del time-out viene sfruttato completamente viene dato un avvertimento sonoro che indica il trascorso dei venti secondi per il time-out da trenta secondi, e il trascorso dei cinquanta secondi per quello da sessanta secondi.
L'arbitro può chiamare un time-out in caso di infortunio o caduta del giocatore che interferisce con lo svolgimento del gioco, se ci dovessero essere problemi con il tavolo degli ufficiali di campo o se si verifica qualunque problema tecnico che può influire con lo svolgimento corretto della partita.

## Svolgimento di gioco
Perché si possa iniziare la partita ogni squadra deve aver schierato in campo i suoi quattro giocatori. La squadra che entro quindici minuti dall'orario previsto dell'inizio della partita non soddisfa questo criterio è obbligata a ritirarsi.
La partita inizia con la contesa (palla a due) a metà campo fra due giocatori (i centri). L'arbitro fa entrare un giocatore per ogni squadra all'interno del cerchio di metà campo, autorizza il contatto con un fischio e poi lancia la palla in mezzo per la contesa. Questa operazione va ripetuta se la palla cade a terra senza che nessuno dei due giocatori l'abbia toccata, nel caso in cui l'arbitro abbia effettuato un lancio non corretto o sia avvenuta un'infrazione da parte di entrambi i giocatori. Il giocatore che partecipa alla palla a due, non può prendere la palla lanciata in aria, se essa non tocca prima il terreno o un altro giocatore.
Il possesso della palla avviene in maniera alternata tra le due squadre. Se alla contesa iniziale la squadra 1 ottiene il possesso, all'inizio del secondo periodo di gioco la palla va alla squadra 2; si alterna così per tutti gli altri periodi. Sul tavolo degli ufficiali è presente una freccia che indica a chi andrà il prossimo possesso di palla (in base alle regole); tale freccia non va toccata se non si verificano gli eventi previsti dal regolamento.
Durante la partita la palla può essere giocata con le mani, con gli avambracci o in grembo sulla carrozzina purché sia visibile almeno per il 75%. La palla può essere lanciata in qualsiasi modo (anche in avanti), palleggiata, fatta rimbalzare o rotolare. La palla non può essere calciata o colpita dal ginocchio in giù.
La rimessa in gioco del pallone viene effettuata in seguito ad un fallo, violazione, time-out, meta o qualunque altra interruzione e per iniziare il secondo, terzo e quarto tempo di gioco regolamentare. Per ogni rimessa un giocatore (in-bounder) della squadra in possesso del pallone si incarica della rimessa posizionandosi fuori dal campo. L'arbitro mette il pallone in grembo a questo giocatore e fischia per segnalare che la palla è viva (è giocabile); in-bourder può così lanciare, in tutti i modi previsti dal regolamento, la palla in campo e far riprendere il gioco.
Se la rimessa viene fatta dopo un fallo, violazione o time-out, essa deve essere effettuata dal punto della linea laterale più vicino a dove è avvenuta l'infrazione (opposta al tavolo degli ufficiali di campo).
Se la rimessa avviene dopo una meta deve essere effettuata in un punto della linea di fondo scelto dal giocatore incaricato della rimessa.
Un giocatore va incontro a penalità quando commette un fallo con intenzionalità, un fallo difensivo o un fallo da eccesso di giocatori in campo per squadra (non più di quattro). Per scontare la penalità il giocatore deve raggiungere immediatamente l'area di penalità a lato della propria metà campo e sostarci per tutto il tempo della penalità. Egli non può lasciare l'area di penalità nemmeno durante i time-out, l'interruzione di gioco, i tempi supplementari e gli intervalli di due minuti. Può invece allontanarsi durante l'intervallo dei cinque minuti.
Un giocatore può uscire dall'area di penalità quando il tempo sul cronometro apposito è scaduto, oppure quando la squadra avversaria segna una meta.
Non possono sostare nell'area di penalità più di due giocatori per volta. Se dovesse accadere che tre o più giocatori debbano scontare una penalità in tempi sovrapposti, questi dovranno uscire dal campo ed aspettare che si liberi l'area di penalità. Nel frattempo l'allenatore è autorizzato a sostituire questi ultimi con dei giocatori dalla panchina in modo da consentire alla sua squadra di poter giocare.
Per realizzare una meta il giocatore in possesso della palla deve avere due ruote della carrozzina che toccano l'area esterna oltre la linea di meta della squadra avversaria, tra i due coni che la delimitano. Se il giocatore non è in possesso della palla prima e durante quest'azione non è meta. Ogni meta corrisponde ad un punto sul tabellone.
La partita si conclude quando al termine del quarto tempo una squadra è avanti nel punteggio. La squadra che avrà ottenuto più punti è dichiarata vincitrice.
Se le squadre al termine dei tempi regolamentari sono in parità si dovranno disputare i tempi supplementari. Se alla fine del tempo supplementare una squadra ha un punteggio superiore all'altra la partita si conclude e la squadra con più punti viene dichiarata vincitrice. Nel caso in cui ancora le squadre si trovino in parità si procede con un tempo supplementare addizionale, così fino a quando al termine del tempo una delle due squadre è avanti nel punteggio rispetto all'altra.

## Paesi praticanti
|                              | Paese                 |
| America                      | Argentina             |
| America                      | Brasile               |
| America                      | Colombia              |
| America                      | Canada                |
| America                      | Stati Uniti d'America |
| Europa                       | Austria               |
| Europa                       | Belgio                |
| Europa                       | Danimarca             |
| Europa                       | Finlandia             |
| Europa                       | Francia               |
| Europa                       | Germania              |
| Europa                       | Gran Bretagna         |
| Europa                       | Irlanda               |
| Europa                       | Italia                |
| Europa                       | Norvegia              |
| Europa                       | Paesi Bassi           |
| Europa                       | Polonia               |
| Europa                       | Repubblica Ceca       |
| Europa                       | Svezia                |
| Europa                       | Svizzera              |
| Asia / Oceania               |                       |
| Australia                    |                       |
| Cina                         |                       |
| Giappone                     |                       |
| Nuova Zelanda (Wheel Blacks) |                       |
| Sudafrica                    |                       |

## Tornei
| Anno | Evento                         | Città          | Ospitanti             | 1º posto              | 2º posto              | 3º posto              |
| ---- | ------------------------------ | -------------- | --------------------- | --------------------- | --------------------- | --------------------- |
| 2021 | Paralimpiadi                   | Tokyo          | Giappone              | Gran Bretagna         | Stati Uniti d'America | Giappone              |
| 2019 | Campionato europeo             | Vejle          | Danimarca             | Gran Bretagna         | Danimarca             | Francia               |
| 2016 | Paralimpiadi                   | Rio de Janeiro | Brasile               | Australia             | Stati Uniti d'America | Giappone              |
| 2015 | Giochi Parapanamericani        | Toronto        | Canada                | Canada                | Stati Uniti d'America | Colombia              |
| 2014 | Campionato del Mondo           | Odense         | Danimarca             | Australia             | Canada                | Stati Uniti d'America |
| 2012 | Paralimpiadi                   | Londra         | Regno Unito           | Australia             | Canada                | Stati Uniti d'America |
| 2010 | Campionato del Mondo           | Vancouver      | Canada                | Stati Uniti d'America | Australia             | Giappone              |
| 2009 | Campionato delle Americhe      | Buenos Aires   | Argentina             | Stati Uniti d'America | Canada                | Argentina             |
| 2009 | Campionato dell'Asia e Oceania | Christchurch   | Nuova Zelanda         | Australia             | Nuova Zelanda         | Giappone              |
| 2009 | Campionato europeo             | Hillerød       | Danimarca             | Belgio                | Svezia                | Germania              |
| 2008 | Paralimpiadi                   | Pechino        | Cina                  | Stati Uniti d'America | Australia             | Canada                |
| 2007 | Campionato dell'Oceania        | Sydney         | Australia             | Australia             | Canada                | Nuova Zelanda         |
| 2007 | Campionato europeo             | Espoo          | Finlandia             | Gran Bretagna         | Germania              | Svezia                |
| 2006 | Campionato del Mondo           | Christchurch   | Nuova Zelanda         | Stati Uniti d'America | Nuova Zelanda         | Canada                |
| 2005 | Campionato europeo             | Middelfart     | Danimarca             | Gran Bretagna         | Germania              | Svezia                |
| 2005 | Campionato dell'Oceania        | Johannesburg   | Sudafrica             | Nuova Zelanda         | Australia             | Giappone              |
| 2004 | Paralimpiadi                   | Atene          | Grecia                | Nuova Zelanda         | Canada                | Stati Uniti d'America |
| 2002 | Campionati del Mondo           | Göteborg       | Svezia                | Canada                | Stati Uniti d'America | Australia             |
| 2000 | Paralimpiadi                   | Sydney         | Australia             | Stati Uniti d'America | Australia             | Nuova Zelanda         |
| 1998 | Mondiali                       | Toronto        | Canada                | Stati Uniti d'America | Nuova Zelanda         | Canada                |
| 1996 | Paralimpiadi (dimostrazione)   | Atlanta        | Stati Uniti d'America | Stati Uniti d'America | Canada                | Nuova Zelanda         |
| 1995 | Mondiali                       | Nottwil        | Svizzera              | Stati Uniti d'America | Canada                | Nuova Zelanda         |